# Thomas Fischer (Radsportler)
Thomas Fischer (* 1969) ist ein ehemaliger deutscher Radrennfahrer. Fischer wurde 1989 Sieger der letztmals ausgetragenen DDR-Meisterschaft im Querfeldeinrennen, die in Fürstenwalde ausgetragen wurde. Er startete für die BSG Motor Wildau.